# سوتاکیرا
سوتاکیرا (انگلیسی: Sotaquirá) یک منطقه مسکونی در کشور کلمبیا است.